# Shin’ya Mitsuoka
Shin’ya Mitsuoka (jap. 光岡眞矢 Mitsuoka Shin’ya; ur. 22 kwietnia 1976) – japoński piłkarz występujący na pozycji napastnika.

## Kariera klubowa
Od 1995 do 2003 roku występował w klubach Yokohama Flügels, Kyoto Purple Sanga, Vegalta Sendai i Sagawa Express Tokyo.